# Rotmistriwka (krater)
Rotmistriwka (ukr. Ротмістрівський кратер, trb. Rotmistriwśkyj krater) – krater uderzeniowy w obwodzie czerkaskim na Ukrainie, w pobliżu wsi Rotmistriwka. Skały krateru nie odsłaniają się na powierzchni ziemi; prowadzone na jego obszarze wiercenia pozwoliły na pobranie próbek skał.

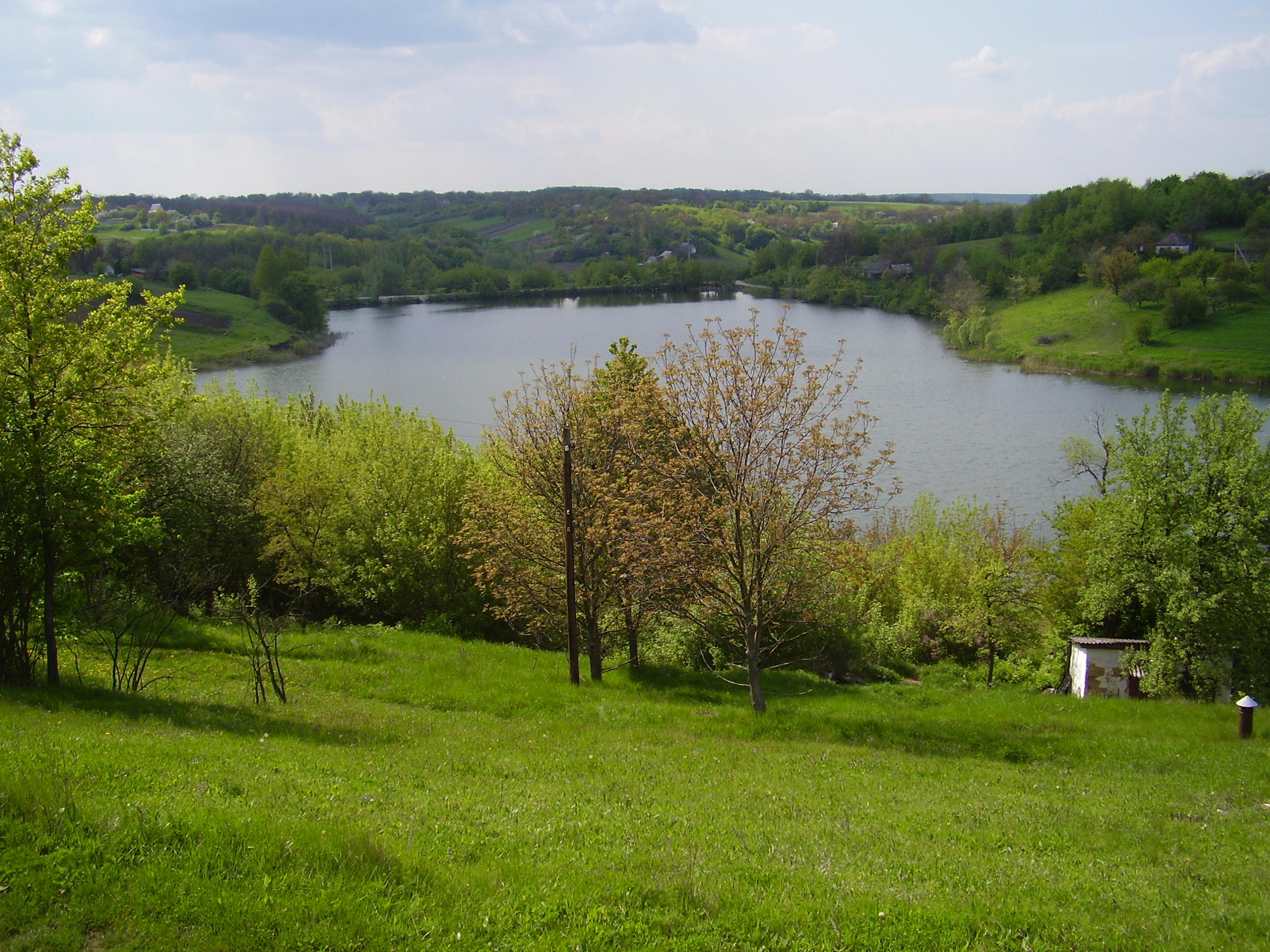
Wieś Rotmistriwka

Krater ma ok. 2,7 km średnicy. Powstał 120 ± 10 milionów lat temu (we wczesnej kredzie). Utworzył go upadek małej planetoidy, która uderzyła w skały osadowe.
Po powstaniu krater został wypełniony przez wodę, tworząc jezioro meteorytowe. Istniało podejrzenie, że mógł on utworzyć się jednocześnie z odległym o 45 km, znacznie większym kraterem Bołtysz, gdyż osady jeziora zawierają podobne skamieniałości roślinne i zwierzęce (m.in. ryby i skorupiaki). Jednakże wiek skamieniałości oraz datowanie metodą potasowo-argonową szklistych impaktytów wskazuje, że jest on znacznie starszy. Ponadto w kraterze Rotmistriwka występuje sięgająca od 15 do 18 m warstwa materii wyrzuconej przez impakt, który utworzył krater Bołtysz, pokrywająca starsze margle i kredę. Osady te odłożyły się w jeziorze w cenomanie i turonie; są one częściowo zbrekcjonowane. W osadach występują także łupki bitumiczne pochodzące z albu i aptu, starsze niż w kraterze Bołtysz.